# Ugiodes geometriformis
Ugiodes geometriformis là một loài bướm đêm trong họ Noctuidae.